# Didemnum spumosum
Didemnum spumosum är en sjöpungsart som beskrevs av Kott 2004. Didemnum spumosum ingår i släktet Didemnum och familjen Didemnidae. Inga underarter finns listade i Catalogue of Life.